# Anthony Lynn
Anthony Lynn (McKinney, Texas, 21 de dezembro de 1968) é um ex-jogador profissional e atual técnico de futebol americano estadunidense pelo Los Angeles Chargers da National Football League. Como atleta, ele foi campeão duas vezes do Super Bowl (XXXII e XXXIII) jogando pelo Denver Broncos.